# حمزة أيتوني
حمزة أيتوني مواليد 16 يناير 1986 في دمشق، هو لاعب كرة قدم سوري. يلعب كمدافع.

## المسيرة الاحترافية

### أندية لعب لها
- نادي المجد (سوريا)
- نادي اليرموك (الأردن)
- نادي بيرس

## روابط خارجية
- حمزة أيتوني على موقع الاتحاد الدولي (مؤرشف)  (الإنجليزية)
- حمزة أيتوني على موقع قاعدة بيانات كرة القدم.إي يو (الإنجليزية)
- حمزة أيتوني على موقع عالم كرة القدم.نت (الإنجليزية)